# Titularerzbistum Mesembria
Mesembria ist ein Titularerzbistum der römisch-katholischen Kirche. 
Es geht zurück auf einen untergegangenen Erzbischofssitz in der gleichnamigen antiken Stadt (Mesembria – heute Nessebar), die in der Spätantike in der römischen Provinz Haemimontus an der Schwarzmeerküste der Oberthrakischen Tiefebene (heute Bulgarien) lag.
| Titularerzbischöfe von Mesembria |                           |                                                                                            |                    |                  |
| Nr.                              | Name                      | Amt                                                                                        | von                | bis              |
| 1                                | Carlo Margotti            | Apostolischer Delegat Apostolischer Administrator von Konstantinopel                       | 8. März 1930       | 25. Juli 1934    |
| 2                                | Angelo Giuseppe Roncalli  | Apostolischer Delegat Apostolischer Administrator von Konstantinopel Apostolischer Nuntius | 30. November 1934  | 12. Januar 1953  |
| 3                                | Silvio Angelo Pio Oddi    | Apostolischer Delegat Apostolischer Internuntius Apostolischer Nuntius                     | 30. Juli 1953      | 28. April 1969   |
| 4                                | Loris Francesco Capovilla | Prälat von Loreto (Italien)                                                                | 25. September 1971 | 22. Februar 2014 |
| 5                                | Paolo Rudelli             | Apostolischer Nuntius                                                                      | 3. September 2019  |                  |